# 수상한 가족 (드라마)
《수상한 가족》은 MBN 수목 드라마로 2012년 5월 9일부터 2012년 6월 28일까지 방송되었다. 신설된 MBN 수목 드라마 첫 작품이다. 산후조리원을 배경으로 하여 출생의 비밀로 얽힌 가족들의 이야기를 아름답게 재해석한 드라마로 금지된 사랑과 이복남매간 로맨스의 재발견을 보여준다.

## 등장 인물

### 주요 인물
- 김성수: 천이백 역
- 한고은: 천지인 역
- 변우민: 천원만 역

### 그 외 인물
- 이효춘: 왕희영 역
- 임호: 강도상 역
- 박상면: 천억만 역
- 김빈우: 민아리 역
- 민영원: 오수정 역
- 이지훈: 제이슨(천산만) 역
- 이미영: 장인숙 역
- 임현식: 천도해 역

## 시청률
| 회차   | 방송일          | AGB닐슨 시청률 |
| ------ | --------------- | -------------- |
| 제1회  | 2012년 5월 9일  | 0.631%         |
| 제2회  | 2012년 5월 10일 | 0.582%         |
| 제3회  | 2012년 5월 16일 | 0.361%         |
| 제4회  | 2012년 5월 17일 | 0.410%         |
| 제5회  | 2012년 5월 23일 | 0.284%         |
| 제6회  | 2012년 5월 24일 | 0.349%         |
| 제7회  | 2012년 5월 30일 | 0.291%         |
| 제8회  | 2012년 5월 31일 | 0.190%         |
| 제9회  | 2012년 6월 6일  | 0.277%         |
| 제10회 | 2012년 6월 7일  | 0.151%         |
| 제11회 | 2012년 6월 13일 | 0.307%         |
| 제12회 | 2012년 6월 14일 | 0.378%         |
| 제13회 | 2012년 6월 21일 | 0.325%         |
| 제14회 | 2012년 6월 22일 | 0.415%         |
| 제15회 | 2012년 6월 27일 | 0.347%         |
| 제16회 | 2012년 6월 28일 | 0.262%         |